# Tecnología Avanzada en Transporte S.A.

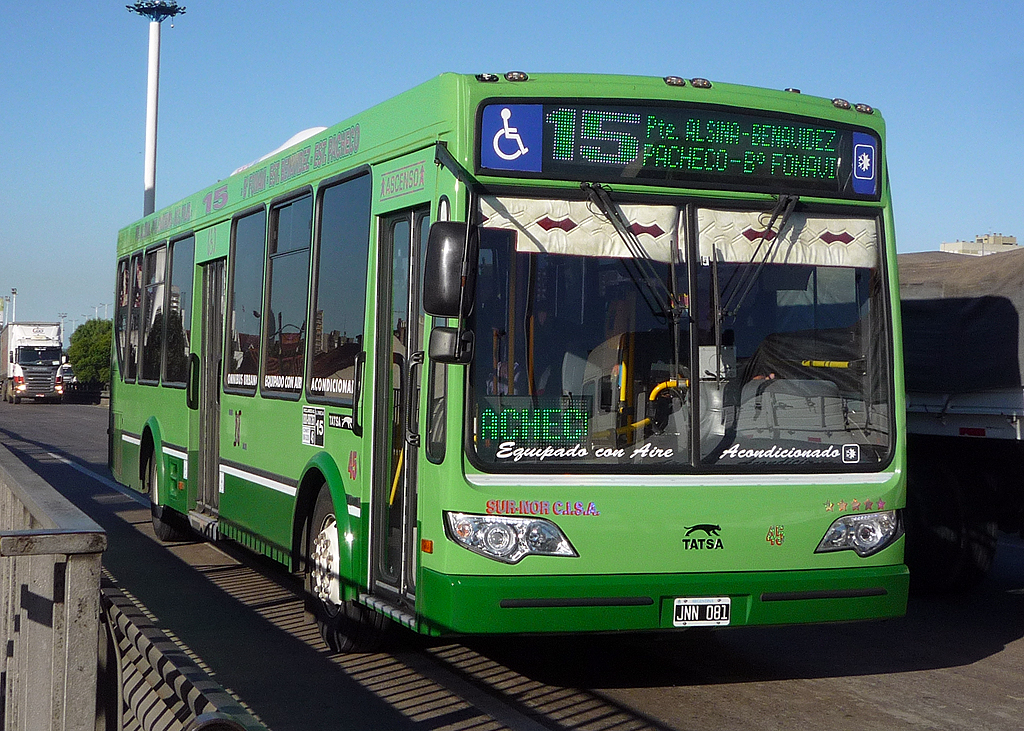
TATSA Puma D12

Tecnología Avanzada en Transporte S.A. (TATSA) es una empresa fabricante de vehículos para el transporte público propiedad de GoldBus. La empresa empieza a operar en el año 2005, el objetivo comercial era diseñar, construir y comercializar vehículos destinados al transporte , en las diversas ramas tanto a nivel carretera o ferroviaria, dispuestos tanto para pasajeros como de carga.
En 2013 debido a los inconvenientes con la tragedia de Once y problemas financieros y judiciales cierra la empresa. Años más tarde la empresa Gold Bus compró TATSA y actualmente produce chasis o carrocerías de colectivos para los colectivos de goldbus.

## Ubicación
TATSA actualmente opera con tres plantas distribuidas en Argentina, Estados Unidos y Uruguay. Desde 2005, empieza a producir en la planta industrial de Argentina que se ubica en el partido de San Martín, provincia de Buenos Aires, cuyo predio ocupa 14.000 metros cuadrados. En el año 2010, adquiere una planta en Fort Valley, estado de Georgia, en los Estados Unidos de América.  En el año 2011, empieza la producción en la planta de Maldonado, Uruguay, en la localidad de Pan de Azúcar.

## Producción
La facturación de TATSA en el mercado local ascendió en 2009 a $ 98 millones, mientras que para el año 2010 el presupuesto de ventas anunció una facturación de $ 200 millones, con una producción que alcanzará las 485 unidades anuales. Ese mismo año, TATSA alcanzó las 1000 unidades de ómnibus producidos.
En el Metropolitano de la ciudad de Lima operan varios buses de TATSA co-fabricados con King-Long, construyendo su primer autobús articulado

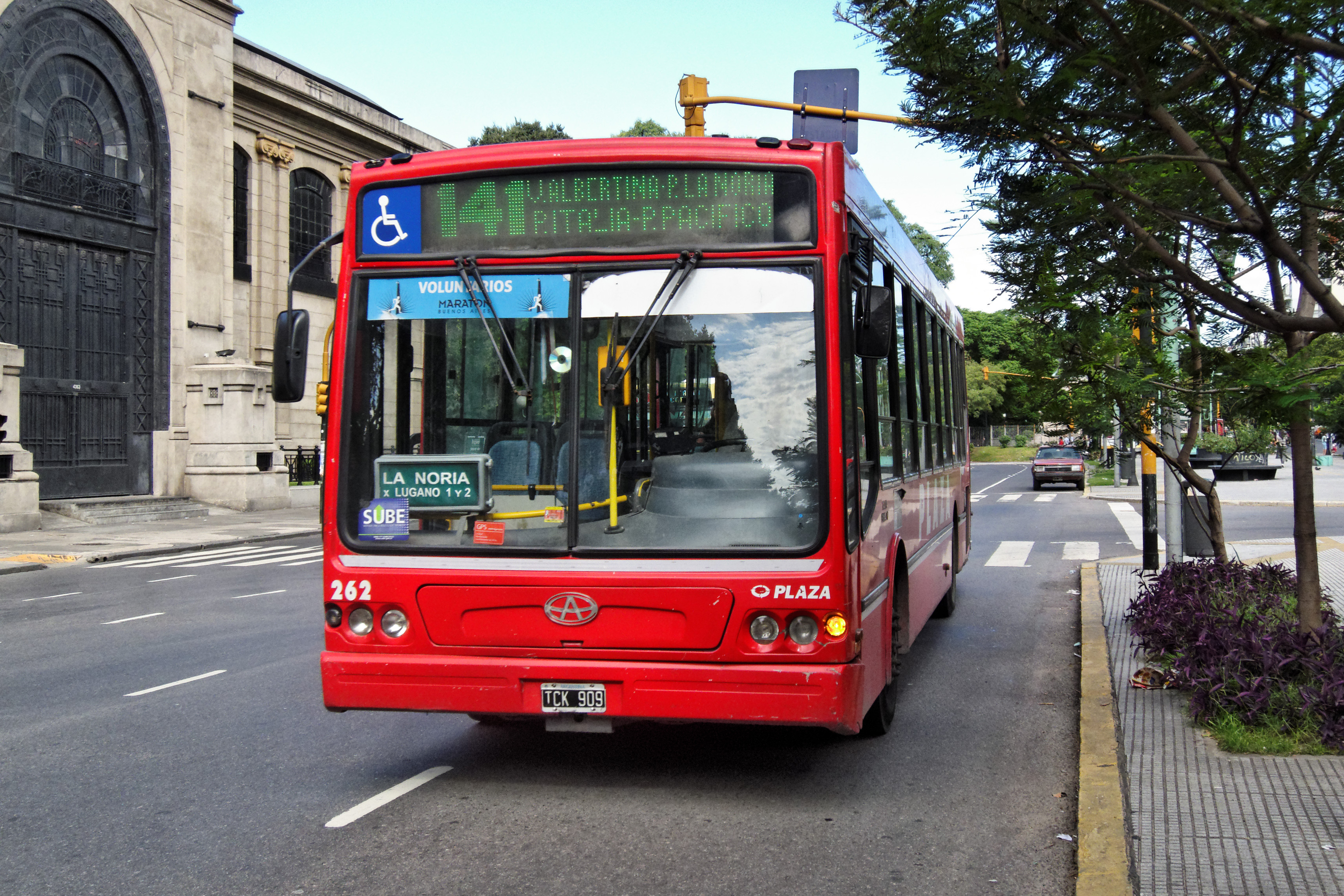
Coche Puma de la línea 141 por la Avenida Santa Fe

En 2011, TATSA firmó un acuerdo con Eaton Corporation para empezar a producir 5 unidades prototipo de bus híbrido para transporte público de pasajeros, para luego establecer un plan de producción de 20 (veinte) unidades adicionales. El objetivo es empezar a proveer al mercado más de 1.500 unidades híbridas en los próximos diez años con un valor total del acuerdo de más de USD 100 millones. Así se convirtió en la primera fabricante integral de buses híbridos en Latinoamérica. La provincia de San Luis fue la primera en adquirir estos buses híbridos. Entre 2007 y 2015 el país ha recibido importantes inversiones extranjeras para exportar chasis a otros países. La empresa peruana Motores Diésel Andinos (Modasa) dispuso fabricar carrocerías para ómnibus de media y larga distancia en Argentina, con una inversión de u$s30 millones. La última incursión en este tipo de negocios es la de la empresa Andesmar,  para vender su producción de chasis y carrocerías a Chile. Otro caso similar es el de la empresa de transporte Flechabus, que invertirá $50 millones para levantar una planta de carrocerías de micros para su flota y así sustituir unidades que provienen de Brasil.
Según la Ministra de Industria y Producción de la República Argentina, Débora Giorgi, TATSA junto con las empresas Volvo y Claas, se comprometieron a rubricar acuerdos de equilibrio de balanza comercial para 2012 con el Estado Nacional, que comprometieron inversiones por 67 millones de dólares. TATSA exportará el año que viene buses y chasis a carrozar por más de 21 millones de dólares a República Dominicana, Uruguay, Perú y México, y nueces a Italia.
Los Tatsa en muchas ocasiones fueron adquiridos por empresas de transporte, como ser el caso de Saeta (Empresa Salteña), sin atender los dictámenes técnicos que desaconsejaban la compra de esas unidades por su elevado consumo de combustible, altos costos de mantenimiento y excedidas dimensiones y pesos.

## Cierre
El escenario empeoró con el cierre de Tatsa, luego de que el dueño de esa planta de Buenos Aires, Claudio Cirigliano, terminara condenado por la tragedia ferroviaria de Once.

## Productos

### Buses

#### Autobuses para Argentina
- TATSA D 9.4 (2005-2006)
  - Puma
- TATSA D 12 (2006-2013, 2016)
  - Puma
  - Italbus Tropea (7 unidades)
  - Ugarte Europeo (1 unidad)
- TATSA D 10.5 (2006-2011)
  - Puma
- GNC 10.5 (2007)
  - Puma
- TATSA D 12 MEDIS (2008-2013, 2016)
  - Puma
  - Italbus Tropea
- TATSA D 10.5 F (2008-2012)
  - Puma
  - Metalpar Tronador
  - Ugarte Americano (1 unidad)
- TATSA D 12 F (2009-2012)
  - Puma
- D 9.8 MIDIBUS (2009-2013)
  - Puma
- TATSA D 12 H (Bus híbrido) (2009-2012)
  - Puma
- GNC 12 (2009-2012)
  - Puma
- TATSA D 8 (2010-2013)
  - King Long
- TATSA D13.20 MEDIS (2010-2012)
  - Saldivia Aries
- Bus Articulado en conjunto con King Long

#### Autobuses para Perú
- TATSA Autobús articulado 6 Cilindros

#### Autobuses para Estados Unidos
- D9.2 MIDIBUS USA
- TRANSIT LF 40 6 Cilindros

#### Autobuses para Uruguay
- D8 4 Cilindros (Exportado a Argentina)
- D12.0 CAMIONES DIESEL 11990 kg GVW 170 hp (exportado a Argentina)

### Camiones
- D12.0 CAMIONES DIESEL 11990 kg GVW 170 hp